# Tockoje Wtoroje
Tockoje Wtoroje (ros. Тоцкое Второе) – wieś (sieło) w Rosji, w obwodzie orenburskim, w rejonie tockim. W 2010 liczyła 13 197 mieszkańców.